# ریکاردو سوتیل
ریکاردو سوتیل (انگلیسی: Riccardo Sottil؛ زادهٔ ۳ ژوئن ۱۹۹۹) بازیکن فوتبال اهل ایتالیا است که به طور قرضی برای باشگاه آ.ث میلان بازی می‌کند.
از باشگاه‌هایی که در آن بازی کرده‌است می‌توان به باشگاه فیورنتینا و دلفینو پسکارا اشاره کرد.
وی همچنین در تیم‌های ملی فوتبال زیر ۱۸ سال ایتالیا، زیر ۱۹ سال ایتالیا، زیر ۲۰ سال ایتالیا و زیر ۲۱ سال ایتالیا بازی کرده‌است.